# 維基百科與事實查核

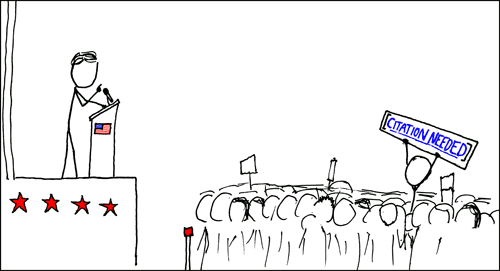
xkcd创作的漫畫，圖中人物举着写有“来源请求”的標語

維基百科與事實查核的關係主要有二。第一，維基百科的編輯者（下稱維基人）需在編輯時進行事實查核。第二，其他平台會把維基百科視為查核事實的工具。
維基人有責任對維基百科的內容進行事實查核，此舉有助提高维基百科的可靠性。現時已有不同的學術研究和批評者就维基百科與事實查核的關係進行探討。他們的探討範圍涵蓋维基百科的可靠性、人們怎樣以維基百科查核事實、有關過程會造成什麼影響。像YouTube和Facebook般的社交平台已利用維基百科去查核其網站上的內容。
尋求公众信任是維基百科的主要理念。數項民意調查和研究报告显示，公众信任维基百科的质量控制过程。

## 以維基百科查核事實

### 公眾信任和對抗假新聞
在2019冠狀病毒病疫情持續期間，公眾會利用維基百科去獲得有關資訊。此外，他們亦會以維基百科去對抗假新聞。

### 其他平台

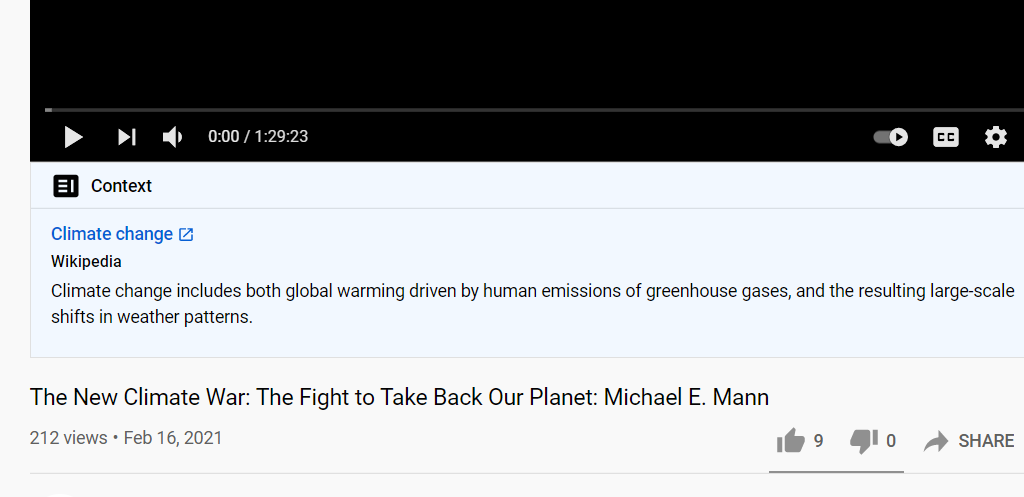
YouTube會利用維基百科為其網站上的內容作事實查核

YouTube行政總裁苏珊·沃西基在2018年西南偏南大會上宣佈，YouTube將會利用維基百科去查核人們上傳的影片內容。維基媒體基金會表示，他們在事前並不知道YouTube的有關決定。YouTube當時希望以維基百科的力量去對抗陰謀論。
Facebook同樣會在其平台上以維基百科去作事實查核。Facebook因為助長有關2016年美國總統選舉的假新聞傳播，而受到了批評。Facebook認為維基百科的事實查核過程十分成熟，於是繼利用維基百科等資訊提供者去為用戶張貼的資訊進行事實查核。2020年，Facebook开始将维基百科資訊框中的資訊添加到自己的知识面板當中。

## 維基人的事實查核
事實查核是用戶編輯維基百科的其中一環。維基人會透過英文維基百科的可靠性專題（WikiProject Reliability）等社群來制定引用來源和事實查核的程序。
維基百科因以事實查核為基石的文化而獲得盛名。此一過程在很大程度上取決於社群的活躍度。
維基人同樣會就社群的事實查核過程進行探討。2017年，英語維基百科社群決定將《每日郵報》列為「普遍不可靠」的來源便是一例。

## 限制
維基百科會受到破壞者破壞，繼令其他依賴維基百科去作事實查核的網站把受影響內容再度發佈。Facebook和YouTube在2018年成為了以維基百科去作事實查核的主要用家，不過它們並沒有對維基百科作出任何實質貢獻。
一篇於2016年刊登的報導指出，对维基百科的破坏會損害其可靠性。

## 延伸閲讀
- Anker, Andrew; Su, Sara; Smith, Jeff. . About Facebook. Facebook, Inc. 2017-10-05  [2021-06-06]. （原始内容存档于2022-03-24）.
- Mohan, Neal; Kyncl, Robert. . blog.youtube. YouTube. 2018-07-09  [2021-06-06]. （原始内容存档于2022-03-12） （美国英语）.